# Lathrobium dignum
Lathrobium dignum (лат.) — вид коротконадкрылых жуков рода Lathrobium из подсемейства Paederinae (Staphylinidae).

## Распространение
Широко распространен в Восточной Палеарктике: Восточная Азия (северный Китай, Северная и Южная Корея, Япония) и Дальний Восток (Амурская область, Приморский край, Сахалинская область, Хабаровский край). На высотах от 400 до 3 000 м.

## Описание
Коротконадкрылые жуки мелких размеров. Длина тела около 5 мм. Макроптерные; голова и переднеспинка черноватые; надкрылья красноватые; эдеагус самца с длинным, тонким, изогнутым и несколько асимметричным вентральным отростком; внутренний мешок без заметной крупной внутренней структуры.

## Систематика
Вид был впервые описан в 1874 году, валидный статус таксона подтверждён в 2013 году в ходе ревизии немецким колеоптерологом Фолькером Ассингом (1956—2022; Ганновер, Германия).